# Tlalpizaco Ajacayán
Tlalpizaco Ajacayán är en ort i Mexiko.   Den ligger i kommunen Chilapa de Álvarez och delstaten Guerrero, i den södra delen av landet, 200 km söder om huvudstaden Mexico City. Tlalpizaco Ajacayán ligger 1 490 meter över havet och antalet invånare är 139.
Terrängen runt Tlalpizaco Ajacayán är huvudsakligen kuperad, men åt nordost är den bergig. Runt Tlalpizaco Ajacayán är det ganska glesbefolkat, med 42 invånare per kvadratkilometer. Närmaste större samhälle är Chilapa de Alvarez, 3,6 km sydost om Tlalpizaco Ajacayán. Omgivningarna runt Tlalpizaco Ajacayán är en mosaik av jordbruksmark och naturlig växtlighet.